# Lijn 5 (metro van Barcelona)
Lijn 5 is een metrolijn in de Spaanse stad Barcelona tussen de eindstations Cornellà Centre - Vall d'Hebron. De lijn wordt ook vaak simpelweg "Línia Blava" (Blauwe lijn) genoemd en behoort tot het netwerk van metrolijnen van de metro van Barcelona waarvan TMB het grootste gedeelte exploiteert en ATM een kleiner gedeelte. Deze lijn maakt tevens deel uit van het ov-tariefsysteem van de metropool Barcelona.

## Geschiedenis

Logo

Het eerste stuk van deze lijn is aangelegd in 1959. Ze is 16,6 km lang en heeft 26 stations, vanaf Cornellà tot aan Vall d'Hebron in het noorden van de stad waar het verlengd wordt richting Vall d'Hebron, waar hij samenkomt met Lijn 3.

### Chronologisch overzicht
- 1959 - Sagrera-Meridiana gedeelte geopend (als voormalige lijn 2)
- 1967 - Vilapicina-Horta gedeelte geopend (als voormalige lijn 2)
- 1969 - Collblanc-Diagonal gedeelte geopend.
- 1970 - Diagonal-Sagrera-Meridiana gedeelte geopend. De toenmalige lijn 2 werd opgenomen in lijn 5.
- 1973 - Collblanc-Pubilla Cases gedeelte geopend.
- 1976 - Pubilla Cases-Sant Ildefons gedeelte geopend.
- 1983 - Sant Ildefons-Cornellà gedeelte geopend.
- 2010 - Horta-Vall d'Hebron gedeelte geopend.
- 2021 - Station Ernest Lluch geopend.

## Technische gegevens
- Kleur op de kaart: Blauw
- Aantal stations: 23
- Type: Conventionele metro
- Lengte: 16,7 km
- Rollend materieel: Unitats 1100
- Reisduur: 30 minuten
- Spoorbreedte: 1435mm
- Aandrijving: Elektrisch
- Voeding: Bovenleiding
- Bovengrondse gedeelten: Ja (Can Boixeras)
- Mobiele telefoon dekking: Gedeeltelijk
- Depots: Can Boixeres, Vilapicina
- Uitvoerder: TMB

## Huidige stations

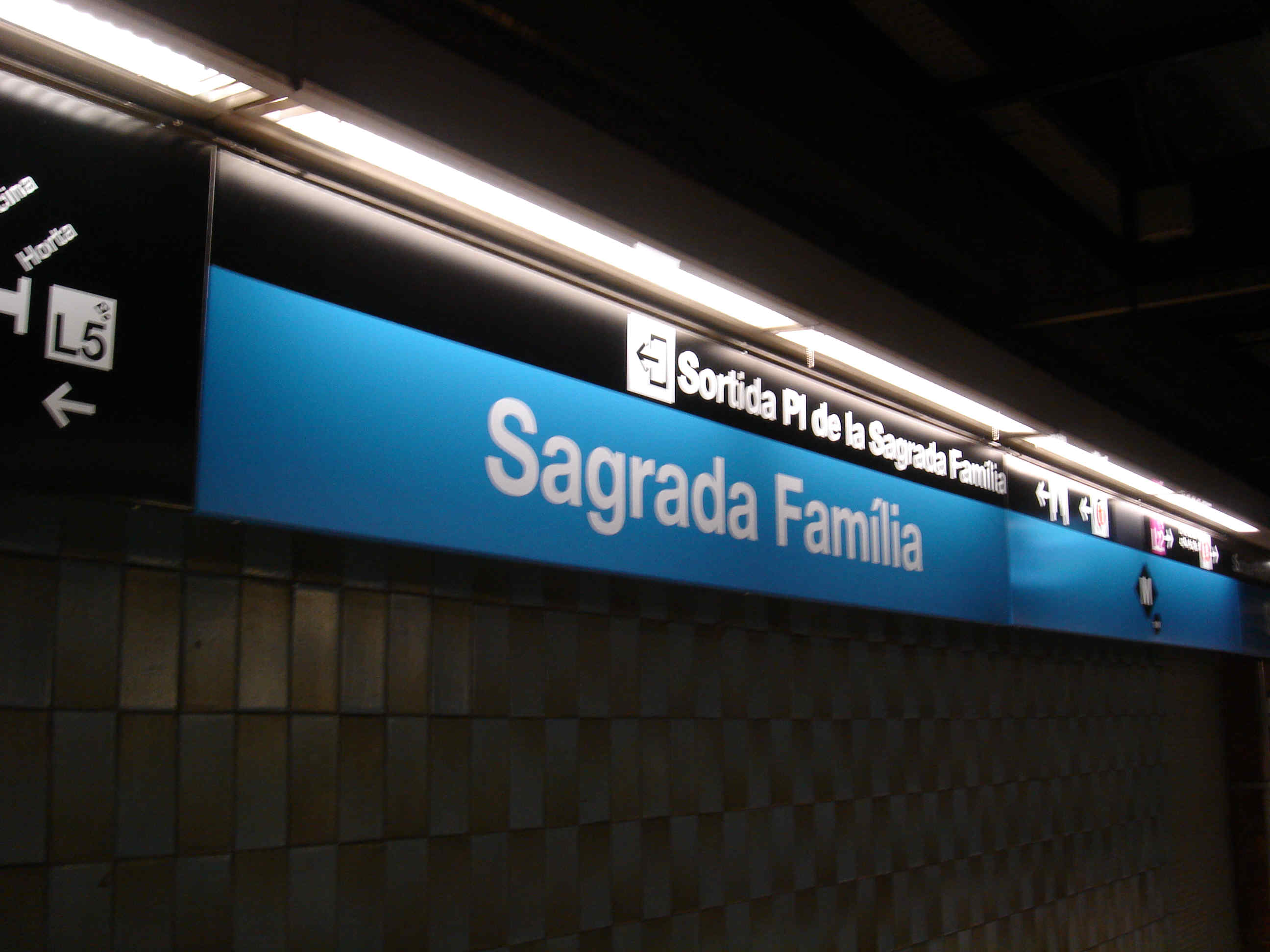
Metrostation Sagrada Família

Stations en lijnen in cursief geschreven zijn nog in aanbouw of planning.
- Cornellà Centre (Trambaix Route T1, Trambaix Route T2, RENFE)
- Gavarra
- Sant Ildefons
- Can Boixeres
- Can Vidalet
- Pubilla Cases
- Collblanc (L9)
- Badal
- Plaça de Sants (L2)
- Sants Estació (L3, RENFE)
- Entença
- Hospital Clínic
- Diagonal (L3
- Verdaguer (L4)
- Sagrada Família (L2)
- Sant Pau | Dos de Maig (in 2010 hernoemd van Hospital de Sant Pau)
- Camp de l'Arpa
- La Sagrera (L1, L9/L10, L4)
- Congrés
- Maragall (L4)
- Virrei Amat
- Vilapicina
- Horta
- El Carmel
- El Coll | La Teixonera
- Vall d'Hebron (L3)

## Voetnoten
1. ↑  Lengte zonder de nieuwste uitbreiding van juli 2010.
2. ↑  Aantal stations sinds de laatste uitbreiding in juli 2010.

Cornellà Centre · Gavarra · Sant Ildefons · Can Boixeres · Can Vidalet · Pubilla Cases · Ernest Lluch · Collblanc · Badal · Plaça de Sants · Sants Estació · Entença · Hospital Clínic · Diagonal · Verdaguer · Sagrada Família · Sant Pau | Dos de Maig · Camp de l'Arpa · La Sagrera · Congrés · Maragall · Virrei Amat · Vilapicina · Horta · El Carmel · El Coll | La Teixonera · Vall d'Hebron
 L1 ·  L2 ·  L3 ·  L4 ·  L5 ·  L6 ·  L7 ·  L8 ·  L9 ·  L10 ·  L11 ·  L12 ·  Kabelspoorweg van Montjuïc
TMB · FGC · ATM · Lijst van stations · Gesloten stations